# نیسان (عبری)
| پسح, جشن نان فطیر, پانزدهم نیسان یادگار رهایی قوم یهود از بردگی مصریان. |          |
| شماره ماه:                                                              | ۱        |
| شمار روزها:                                                             | ۳۰       |
| فصل:                                                                    | بهار     |
| گاه‌شماری میلادی:                                                        | آوریل–مه |

نیسان (به عبری: נִיסָן‌) نخستین ماه سال مدنی و هفتمین ماه مذهبی در تقویم عبری است. نام این ماه از نام‌های بابلی ماهها گرفته شده‌است. در تورات نام این ماه آویو است که به معنی این است که در این ماه جو می‌رسد. آشوریان این ماه را ماه شادی می‌دانستند. نیسان معمولاً در تقویم میلادی معادل آوریل-مه و در تقویم فارسی معادل سال نو و اردیبهشت است. تنها کتابی در عهد عتیق که از ماه نیسان یاد شده‌است کتاب استر می‌باشد.

## مناسبات مذهبی
- ۱ نیسان - خاب نیسان - نخستین روز سال در تقویم آشوری
- ۱۴ نیسان - روزه نخست زاده - اگر ۱۴ روز شبات باشد این روزه در روز ۱۲ نیسان است.
- ۱۵ تا ۲۱ نیسان - عید پسح - در بیرون از اسراییل ۲۲ نیسان نیز حساب می‌شود.
- ۲۷ نیسان - یوم هاشواه - اگر این روز با شبات تداخل کند در ۲۶ یا ۲۸ حساب می‌شود.

## در تاریخ یهود
- ۱ نیسان (۳۷۶۱ قبل از میلاد) ایجاد دنیا بر پایه بعضی نظرها - تلمود دو نظر در مورد زمان ایجاد دنیا دارد. بر اساس نظر ربی الیزر "دنیا در ماه تیشری ایجاد شد" که روز ششم آفرینش است که در آن آدم و حوا ایجاد شدند که به عنوان روش هاشانا جشن گرفته می‌شود. بر اساس نظر ربی یوشع "دنیا در ماه نیسان ایجاد شد". بر اساس نظر کابالیستها و یهودیان حسیدی دنیا ابتدا در مرحله فکر در ماه تیشری ایجاد شد و در ماه نیسان در مرحله عملی ایجاد شد. ولیکن بعضی ربیهای لوباویچ مانند مناخیم مندل اشنیرسون اعتقاد داشتند که دنیا به صورت عملی در تیشری ایجاد شد و به صورت ذهنی در نیسان.
- ۱ نیسان (۲۱۰۰ - ۱۸۰۰ قبل از میلاد) - شه پدران از دنیا رفتند. بر اساس نظر تلمود سه شه‌پدر دین یهودی، ابراهیم (۱۸۱۳ -۱۶۳۸ قبل از میلاد)، اسحاق (۱۷۱۳ - ۱۵۳۳ قبل از میلاد) و یعقوب (۱۶۵۳ - ۱۵۰۶ قبل از میلاد) همگی در ماه نیسان متولد شدند و از دنیا رفتند.
- ۱ نیسان (۱۴۵۶ قبل از میلاد) - اولین میتزواه. در اول نیسان سال ۲۴۴۸ (۱۴۵۶ پیش‌از میلاد دو هفته قبل از خروج) بر اساس نوشته کتاب خروج ۱۲:۱-۲ "خدا با موسی و هارون در سرزمین مصر صحبت کرد" و به آنان در مورد تقویم عبریان دستور داد "این ماه برای شما راس ماهها خواهد بود و اولین ماه سال قرار خواهد گرفت". این به عنوان اولین میتزواه (دستور الهی) می‌باشد که به فرزندان اسراییل داده شد.
- ۱ نیسان (۱۴۵۵ قبل از میلاد) میشکان افتتاح شد. در روز هشتم بعد از هفت روز آزمایش و تمرین میشکان قابل حمل (تبرنکل یا چادر محل حضور خدا در بین اسراییل) که توسط فرزندان اسراییل در صحرای سینا ساخته شده بود افتتاح شد. هارون و فرزندانش به عنوان اولین کاهنان وظایف خود را شروع کردند و خدا حضور خود را در بین فرزندان اسراییل قرار داد. برای خداوند در میشکان قربانی داده می‌شد.
- ۱ نیسان (۱۴۵۵ قبل از میلاد) مرگ نداف و آویهو. وقتی که میشکان افتتاح شد بر اساس لاویان ۱۰:۱-۲ "نداف و آویهو فرزندان هارون معطرکن را گرفتند و بر روی آن آتش قرار دادند و عرق معطر ریختند و آتش نادرستی در برابر خدا ایجاد کردند که خدا به آنان دستور نداده بود. آتشی از جانب خدا آمد و آنها را گرفت و آنها در برابر خدا جان دادند"
- ۳ نیسان (۱۴۹۲ میلادی) اخراج یهودیان از اسپانیا. دستور الحمبرا که بر اساس آن یهودیان از اسپانیا اخراج شدند در ۳۱ مارس ۱۴۹۲ که معادل ۳ نیسان بود اعلام شد.
- ۷ نیسان (۱۴۱۶ قبل از میلاد) جاسوسان در جریکو. ۳۰ روز بعد از مرگ موسی در ۷ آدار یوشع بن نون دو جاسوس به رود اردن و جریکو فرستاد تا اطلاعات جمع کنند و اسراییل اولین حمله خود را برای تصاحب ارض موعود آغاز کند.
- ۱۰ نیسان (۱۴۱۷ قبل از میلاد) درگذشت میریام خواهر موسی. میریام خواهر موسی که گفته می‌شود در سن ۱۲۶ سالگی از دنیا رفت.
- ۱۰ نیسان (۱۴۱۶ قبل از میلاد) اسراییلیها از رود اردن عبور می‌کنند.
- ۱۳ نیسان (۴۷۴ قبل از میلاد) دستور هامان. در ۱۲ امین سال حکمرانی آهاسوئروس (خشایارشا) پادشاه پارس وزیر اوهامان دستوری را که قرار بود ۱۱ ماه بعد در ۱۳ ام آدار اعلام کند که بر اساس آن تمامی یهودیان کشته نابود و از بین روند را آماده کرد. این دستور مقدماتی به تمامی ۱۲۷ استان امپراتوری پارس اعلام شد. موردخای به استر گفت که به نزد پادشاه رود و از او درخواست تغییر این دستور را کند. استر دستور داد که یهودیان ۳ روز روزه بگیرند (نیسان ۱۴، ۱۵ و ۱۶ که شامل دو روز اول عید پسح نیز می‌شود). او به یهودیان گفت که توبه کنند و برای موفق شدن او در نقشه خود دعا کنند.
- ۱۵ نیسان (۱۷۱۳ قبل از میلاد) اسحاق به دنیا آمد. بر اساس نوشته کتاب پیدایش ۲۱:۱-۶ "خداوند سارا را به یاد داشت و خدا همانگونه که قول داده بود رفتار کرد. و سارا حامله شد و برای ابراهیم در سن کهنسالی فرزند پسری به دنیا آورد. و سارا گفت "خداوند خنده برای من اورد تا باشد که هر که بشنود با من بخندد (ایتزهاک به معنی خندیدن در عبری).
- ۱۵ نیسان (۱۴۵۶ قبل از میلاد) خروج. در نیمه شب ۱۵ نیسان در سال عبری ۲۴۴۸ که بعد از ۲۱۰ سال از وارد شدن یعقوب به مصر بود خداوند ۱۰ امین بلا را به مصریان وارد کرد و تمامی فرزندان اول آنان را کشت. در چندین ساعت قبل از آن اسراییلیها اولین سدار تاریخ را انجام دادند که در آن گوشت عید پسح را خوردند و خون قربانی را بر درهای خانه‌های خود پاشیدند تا علامتی باشد که فرشته عذاب از روی خانه آن‌ها گذر کند. بر اثر این بلا فرعون تسلیم شد و اجازه داد که فرزندان اسراییل بروند و سپس به دنبال آن رفت. ۶۰۰۰۰۰ نفر مرد بالغ و جمعیت زیادی از غیریهودیان به همراه آنان از مصر حرکت کردند و مسیر ۵۰ روزه به سمت سینا و ارض موعود را طی کردند.
- ۱۶ نیسان (۱۲۷۳ قبل از میلاد) من (نان بهشتی) تمام می‌شود. در روز ۱۶ نیسان سال ۲۴۸۸ عبری شش روز بعد از اینکه فرزندان اسراییل تحت فرماندهی یوشع بن نون وارد ارض مقدس شدند ذخیره نان الهی آن‌ها تمام شد. بعد از اینکه مردم قربانی اومر را در معبدی که در گیلگال ایجاد کرده بودند آوردند اولین نان بدون مخمر تولید شد.
- ۱۶ نیسان (۴۷۴ قبل از میلاد) - استر در برابر خشایارشا حاضر می‌شود. در روز سوم روزه که موردخای دستور داده بود ملکه استر بدون وقت قبلی به پیش خشایارشا رفت که در نزد دربار کار بسیار بدی بود. ولیکن پادشاه او را پذیرفت و اجازه داد وارد شود. استر درخواست کرد که پادشاه با او وهامان به یک جشن شراب برود (بر اساس نوشته تلمود نقشه استر این بود که خشایارشا را از دوستی خود باهامان حسود کند و سپس هر دو را به قتل برساند تا بتواند قوم یهود را از دستورهامان نجات دهد).
- ۱۷ نیسان (۲۴۰۰ سال قبل از میلاد) کشتی نوح بر کوه آرارات نشست. در روز ۱۷ ماه هفتم (که قبل از نزول تورات ماه نیسان بود) کشتی نوح بر کوه آرارات فرونشست.
- ۱۷ نیسان (۴۷۴ قبل از میلاد) هامان آویخته شد. در دومین جشن شرابی که استر برای خود و خشایارشا وهامان تدارک دیده بود هویت واقعی خود را آشکار کرد و برای مردم خود درخواست بخشش کرد و به هامان به عنوان فرد شیطانی اشاره نمود. وقتی چارووناه که یک خدمتکار دربار بود دربارهٔ چیزهایی که‌هامان برای موردخای آماده کرده بود گفت شاه دستور داد که‌هامان بر آن‌ها آویخته شود و در برای رهایی یهودیان از دستورهامان باز شد. (کتاب استر فصل هفتم)
- ۲۶ نیسان (۱۳۸۶ قبل از میلاد) مرگ یوشع بن نون. یوشع بن نون (۱۴۹۶ - ۱۳۸۶ قبل از میلاد) که رهبری فرزندان اسراییل را بعد از موسی بر عهده داشت در ارض مقدس از دنیا رفت.
- ۲۸ نیسان (۱۴۱۵ قبل از میلاد) فتح جریکو. اولین شهری که در حمله فرزندان اسراییل به ارض مقدس به دست آن‌ها افتاد شهر جریکو بود. اسراییلها به مدت هفت روز در اطراف شهر چرخیدند و تابوت عهد را به همراه کوهنها و شیپور چرخاندند. در روز هفتم دیوارهای شهر فروریخت و شهر فتح شد.